# 한국산림복지문화재단
한국산림복지문화재단(韓國山林福祉文化財團, Korea Forest Foundation)은 산림문화의 창달 및 확산과 국민의 산림복지·교육활동 등을 지원하기 위하여 설립된 재단법인이다. 대한민국 산림청 산하의 비영리법인으로, 서울특별시 영등포구 국회대로 62길 9 산림비전센터 내에 위치하고 있다.

## 설립 근거
- 산림문화·휴양에 관한 법률 제34조의2[4]

## 연혁
- 2012년 5월 23일 한국산림복지문화재단 신설

## 조직
- 이사회
- 감사

#### 총괄이사

##### 사업기획이사
- 사무국장
  - 운영지원팀
  - 전략기획팀
  - 문화홍보팀

##### 시설운영이사
- 숲체원장
  - 고객만족팀
  - 교육운영팀
  - 시설관리팀

## 같이 보기
- 산림조합중앙회
- 숲체원
- 한국산림복지학회
- 한국산림과학고등학교
- 한국녹색문화재단